# 79 (musikalbum)
79 är Last Days of Aprils åttonde studioalbum, utgivet 2012.
Skivan utgavs officiellt 28 mars 2012, men redan en månad innan kunde man köpa skivan på bandets Europaturné, dock endast på vinyl. Vinylskivan var limiterad till 500 exemplar.

## Låtlista
Alla låtar är skrivna av Karl Larsson.
1. "When" - 4:17
2. "My Girlfriend" - 3:08
3. "Don't Stand in the Way of Love" - 2:47
4. "What Is Love Anyway" - 3:29
5. "Still Think About It" - 2:25
6. "There Goes the Neighbourhood" - 3:29
7. "Lily" - 5:40
8. "Where We Belong" - 4:09
9. "A Stone in My Shoe" - 3:18
10. "Feel the Sun Again" - 3:30

## Personal
- Frans Hägglund - inspelning, mixning
- Karl Larsson - medverkande musiker, producent, inspelning, mixning
- Magnus Lindberg - mastering
- Johan Undén - foto, artwork

## Mottagande
79 snittar på 3,2/5 på Kritiker.se, baserat på tio recensioner. Skivan fick positiva recensioner av Dagens skiva (8/10), Gaffa (4/6), Kulturbloggen (4/5) och MVT (4/5). Negativa recensioner fick skivan av Arbetarbladet (2/5), Helsingborgs Dagblad (2/5) och Nöjesguiden.

### Fotnoter
1. 1 2  ”79”. Bad Taste Records. Arkiverad från originalet den 18 april 2013. https://archive.is/20130418065539/http://www.badtasterecords.se/records.asp?id=522. Läst 11 april 2012.
2. ↑  ”Vinyl on tour!!”. Last Days of April. Arkiverad från originalet den 24 mars 2012. https://web.archive.org/web/20120324061055/http://www.ldoa.com/vinyl-on-tour-2/. Läst 12 juni 2012.
3. ↑  ”79”. Kritiker.se. https://kritiker.se/skivor/last-days-of-april/79/. Läst 19 maj 2012.